# Žukovskij rajon (Oblast' di Kaluga)
Lo Žukovskij rajon (in russo Жуковский район?) è un rajon dell'Oblast' di Kaluga, nella Russia europea; il capoluogo è Žukov. Istituito nel 1929, ricopre una superficie di 1.360 chilometri quadrati.